# Nafta
A nafta (naphtha) gyúlékony, folyékony szénhidrogén keverék.
Ezzel a névvel jelölték régebben a könnyen mozgó, illékony, erős szagú folyadékokat. Így a közönséges étert naphtha vitriolinak, vagy röviden naphthának, az esetétert (etilecetéter) naphtha acetinnek stb. nevezték. Naftának nevezik sokszor az amerikai nyers petróleumból 80-150° között átdesztilláló illékony folyadékokat, mely különféle alacsonyabb forráspontú szénhidrogének elegyéből áll. A naftának közönségesebb neve petróleuméter; színtelen, könnyen mozgó, igen illékony folyadék; fs. 0,706-0,742, fp. 82°-150°. Könnyen oldja a zsírokat és olajokat. Rendkívül gyúlékony, gőze levegővel keveredve a meggyújtásakor explodál. Az iparban zsírok és olajok kivonására, továbbá motorok hajtására használják.
A nafta szót egyes nyelveken a kőolaj elnevezésére használják.